# Nathan Cardoso
Nathan Raphael Pelae Cardoso  (São Paulo, 13 de maio de 1995) é um futebolista brasileiro que atua como zagueiro. Atualmente, joga pelo Cuiabá.

## Carreira

### Palmeiras
Nascido em São Paulo, Nathan começou nas categorias de base do Palmeiras em 2007.
Nathan começou sua carreira como volante, mas durante a Copa São Paulo de Futebol Júnior, virou zagueiro, ajudando o Palmeiras a chegar no segundo lugar.
Em setembro de 2014, Nathan foi chamado para a equipe principal do time alviverde pelo técnico Dorival Júnior, pois os zagueiros titulares Tobio e Lúcio estavam lesionados. Nathan fez sua estreia pelo time pelo Palmeiras numa partida contra o Fluminense, válida pelo Campeonato Brasileiro. Rapidamente, o zagueiro ganhou a titularidade no time palmeirense ao fazer boas partidas. Desde então, passou a integrar o elenco alviverde e a ser enxergado como um jovem promissor devido às boas atuações. É considerado uma das melhores revelações do clube nos últimos anos,juntamente com João Pedro, Gabriel Jesus e Victor Luis.  

## Seleção Brasileira
Após fazer ótimas partidas pelo Palmeiras, Nathan foi convocado pelo técnico Alexandre Gallo para disputar partidas pela seleção sub-21 no dia 18/09/14 e integrou a seleção nos amistosos contra a Bolívia (10/10/14) e EUA (13/10/14). Foi convocado novamente por Gallo para os amistosos na China em Novembro de 2014, mas devido a um apelo do Palmeiras à CBF, Nathan seguiu defendendo o Palmeiras na fase final do Campeonato Brasileiro.
No início de 2015, foi novamente convocado por Alexandre Gallo, dessa vez para a disputa do Campeonato Sul-americano da categoria Sub-20. Inicialmente no banco, conquistou espaço no time titular após a lesão do zagueiro Gerson e, apesar da má campanha da Seleção Brasileira na competição, fez boas partidas. 

## Títulos
Palmeiras
- Copa do Brasil: 2015

Chapecoense
- Campeonato Catarinense: 2017